# Estación de Gornazo
Gornazo es un apeadero ferroviario situado en el municipio español de Miengo en la comunidad autónoma de Cantabria. Forma parte de la red de vía estrecha operada por Renfe Operadora a través de su división comercial Renfe Cercanías AM. Está integrada dentro del núcleo de Cercanías Cantabria al pertenecer a la línea C-2 (antigua F-1 de FEVE) que une Santander con Cabezón de la Sal.

## Situación ferroviaria
La estación se encuentra en el punto kilométrico 513,3 de la línea férrea de ancho métrico que une Oviedo con Santander, a 35 metros de altitud. El tramo es de vía doble y está electrificado.

## Historia
Aunque construida en el tramo Santander-Cabezón de la Sal, de la línea Santander-Llanes, abierto al tráfico el 2 de enero de 1895 por la Compañía del Ferrocarril Cantábrico, no se dispuso ninguna parada en el lugar. Su creación es posterior para mejorar el servicio ferroviario en la zona.

## La estación
Cuenta con dos andenes, cada uno cubierto por una pequeña marquesina, y dos vías.

## Servicios ferroviarios

### Cercanías
Forma parte de la línea C-2 (Santander - Cabezón de la Sal) de Cercanías Cantabria. Tiene una frecuencia de trenes cercana a un tren cada treinta o sesenta minutos en función de la franja horaria. La cadencia disminuye durante los fines de semana y festivos.